# غوردون جونز
غوردون جونز (بالإنجليزية: Gordon Jones)‏ (6 مارس 1943 المملكة المتحدة - ) هو لاعب كرة قدم بريطاني.